# 1842 en arts plastiques
| Années des arts plastiques : 1839 - 1840 - 1841 - 1842 - 1843 - 1844 - 1845    |
| Décennies des arts plastiques : 1810 - 1820 - 1830 - 1840 - 1850 - 1860 - 1870 |

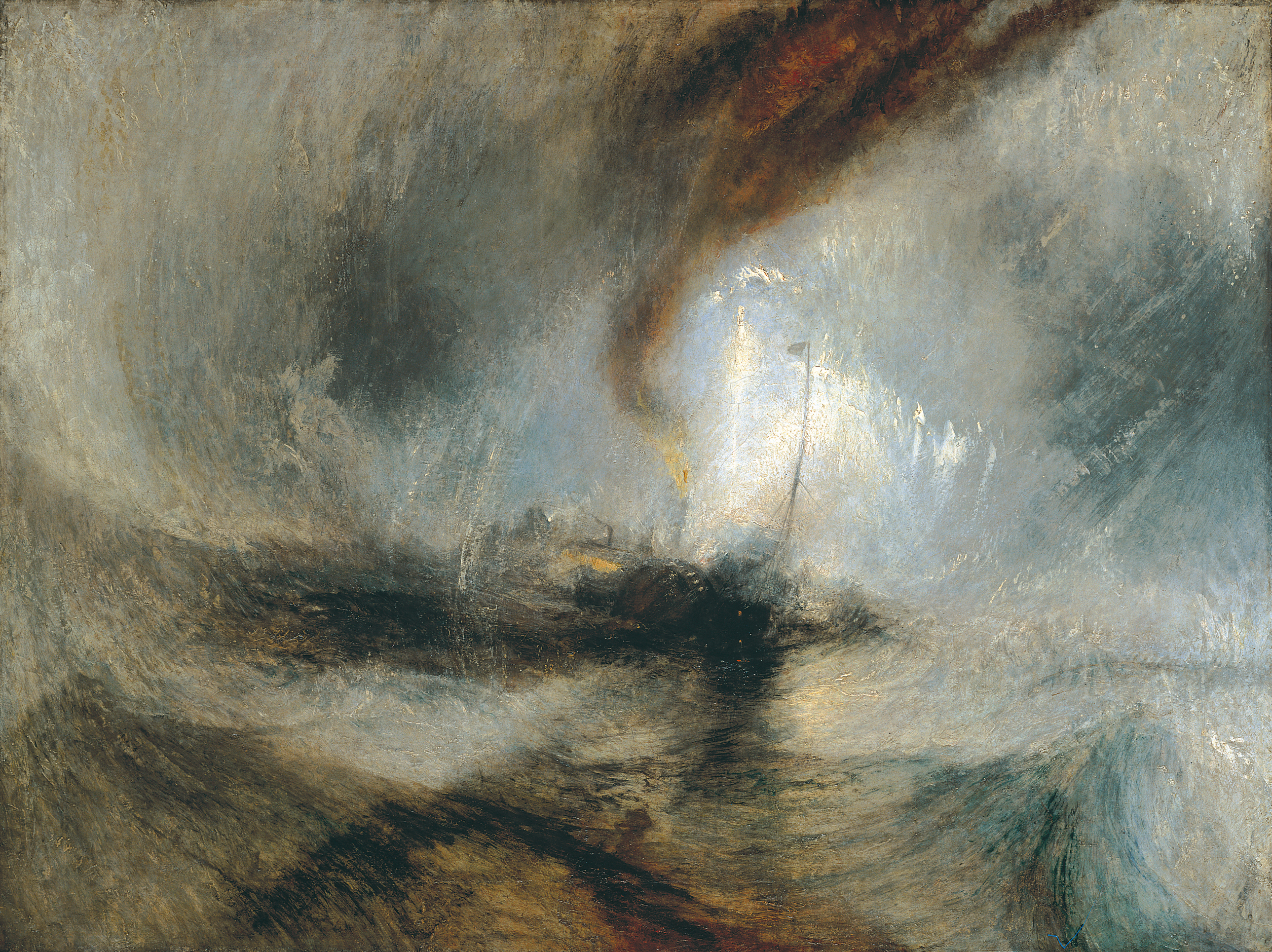
Tempête de neige en mer, de Turner.

Cette page concerne l'année 1842 en arts plastiques.

## Événements

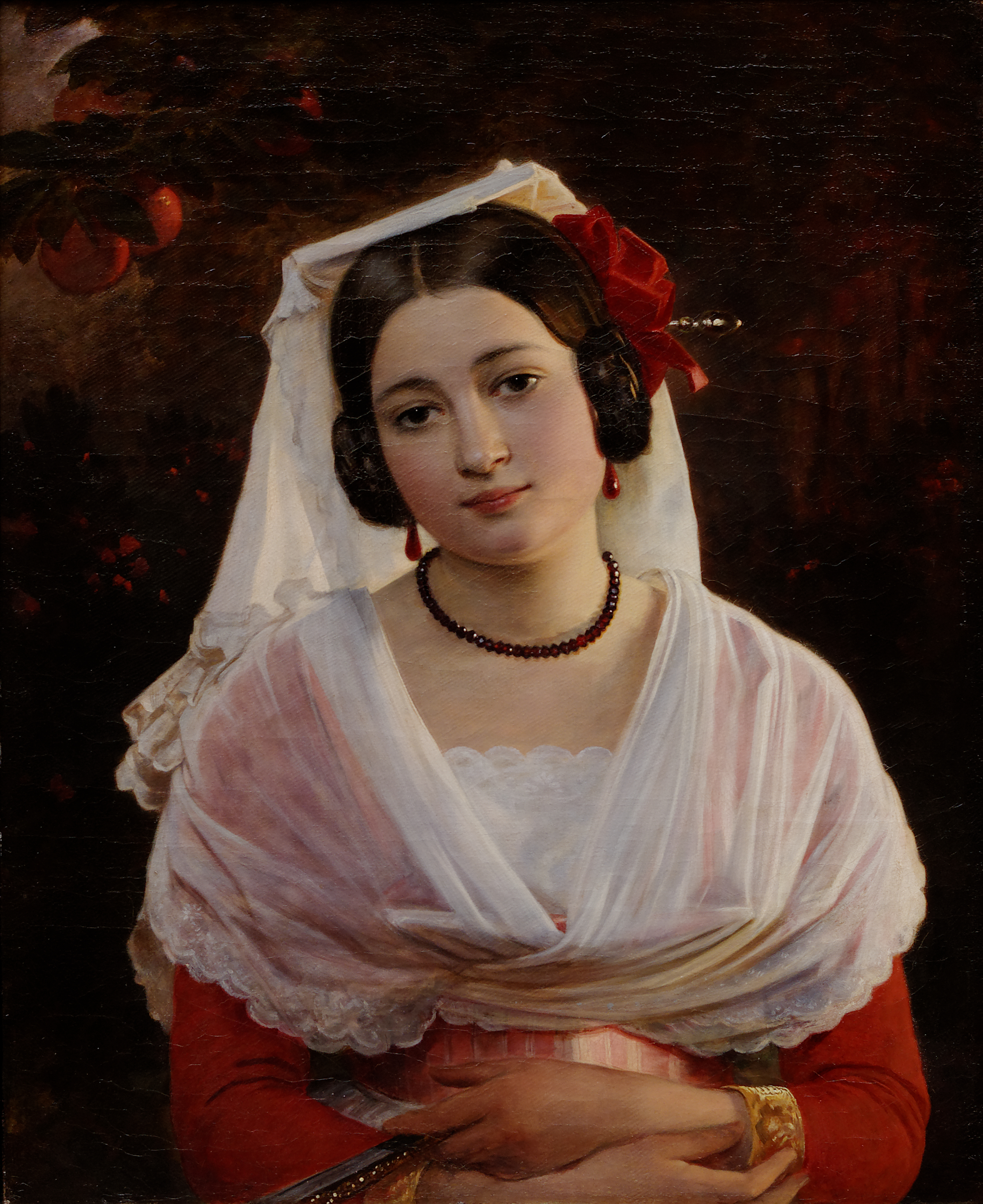
Felice Berardi d'Albano - August Riedel (1842)

- Le premier des trois tomes de l'España artística y monumental (1842-1850) de Jenaro Pérez Villaamil est publié à Paris. Ce récit de voyage à travers l'Espagne est écrit à plusieurs mains et illustrés de nombreuses lithographies.

- Du 22 août au 6 novembre : ouverture du Salon de Bruxelles de 1842[1].

## Naissances
- 3 janvier : Alfred Louis Vigny Jacomin, peintre français († 8 mars 1913),
- 28 janvier : Alexandre-Jacques Chantron, peintre français († 3 janvier 1918),
- 29 janvier : Paul Émile Sautai, peintre d'histoire français († 20 novembre 1901),
- 30 janvier : Albert Charpin, peintre français († 7 mars 1924),
- 1er février : Oleksa Novakivskyi, peintre russe († 19 février 1914),
- 3 février : Pierre-Paul-Léon Glaize, peintre français († 7 juillet 1931),
- 14 février : Conrad Wise Chapman, peintre américain († 10 décembre 1910),
- 24 février : Ernest Quost, peintre français († 24 mars 1931),
- 27 février : Paul Dubufe, peintre et architecte français († 1er février 1898),
- 1er mars : Nikolaos Gysis, peintre grec († 4 janvier 1901),
- 15 mars : Johannes Grimelund, peintre norvégien († 25 octobre 1917),
- 20 mars : Louis Eugène Sieffert, peintre français († 26 mai 1929),
- 21 mars : Maximilian Messmacher, architecte et peintre russe d'ascendance allemande († 4 septembre 1906),
- 12 avril : Élodie La Villette, peintre française († 1917),
- 16 avril :
  - Hippolyte Camille Delpy, peintre français († 5 juin 1910),
  - François Rivoire, peintre français († 7 août 1919),
- 24 avril : Paul Lecomte, peintre français († 21 mars 1920),
- 12 mai : José Luis Pellicer, peintre catalan († 1901),
- 25 mai : Gabriel Martin, peintre français († 12 janvier 1922),
- 3 juin : Eugen Bracht, peintre allemand († 15 décembre 1921),
- 10 juin : Jean-Jules-Antoine Lecomte du Nouÿ, peintre orientaliste et sculpteur français († 19 février 1923),
- 7 juillet : Auguste Durst, peintre français († 11 mars 1930),
- 21 juillet : Louis Tauzin, peintre paysagiste et lithographe français († 31 août 1915),
- 5 août : Ferdinand Keller, peintre allemand († 8 juillet 1922),
- 10 août : Auguste-Émile Pinchart, peintre et dessinateur français († novembre 1920),
- 11 août : Claude Guillaumin, peintre et caricaturiste français († 11 mars 1927),
- 20 août : Julien De Vriendt, peintre belge († 20 avril 1935),
- 24 août : Édouard Agneessens, peintre belge († 1885),
- 13 septembre : Guglielmo Ciardi, dessinateur et peintre italien († 5 octobre 1917),
- 4 octobre : Théodore de Broutelles, peintre français († 29 avril 1933),
- 8 octobre : Ferdinand Humbert, peintre français († 6 octobre 1934),
- 26 octobre : Vassili Verechtchaguine, peintre russe († 13 avril 1904),
- 30 octobre : Alfred Garcement, peintre français († 18 novembre 1927),
- 9 décembre : Nikolaï Karazine, homme de lettres et peintre russe († 1er janvier 1909),
- 17 décembre : Nils Forsberg, peintre suédois († 8 novembre 1934),
- 29 décembre : Léon Couturier, peintre français († 21 décembre 1935),
- 30 décembre : Osman Hamdi Bey, peintre et archéologue ottoman († 24 février 1910),
- 31 décembre : Giovanni Boldini, peintre et illustrateur italien († 11 janvier 1931),
- Süleyman Seyyit, peintre et professeur d'art ottoman († 23 septembre 1913).

## Décès
- 19 mars : Pierre Révoil, peintre français  (° 12 juin 1776),
- 30 mars : Élisabeth Vigée Le Brun, peintre français (° 16 avril 1755),
- 12 juillet : Charles Octave Blanchard, peintre français (° 12 août 1814),
- 19 juillet : Louis Benjamin Marie Devouges, peintre français (° 1770),
- 24 juillet : John Sell Cotman, peintre, graveur, et illustrateur anglais (° 16 mai 1782).
- 13 octobre : Anna Rimbaut-Borrel, peintre française (° 9 mars 1817) ;
- 7 novembre : Julie Volpelière, peintre française (° vers 1783/85),
- Nicolae Polcovnicul, peintre roumain  (° 1788).